# パック・スズキ・モーター
パック・スズキ・モーターは、パキスタンの自動車メーカー。カラチ市内に本社を置き四輪車と二輪車の製造、販売を行う。日本のスズキの現地子会社である。

## 概要
スズキは、1958年にパキスタンに進出。1975年にはパキスタンの国営企業を通じて、スズキ四輪車初の海外生産を行なった。この縁で、1982年までにパキスタン自動車公団との合弁会社パックスズキ社を立ち上げ、スズキ・フロンテのノックダウン生産を開始。これは隣国のインドでスズキが立ち上げたマルチ・ウドヨグ社よりも早い。翌1983年にはスズキの主力車種であるスズキ・アルトの生産を始めた。
2023年現在、パキスタン国内の乗用車生産台数で、60%以上の占有率を有する。

## 年表
- 1982年 - 創業。スズキ・フロンテの生産を開始。
- 1983年 - スズキ・アルトの生産を開始。
- 1984年 - オムニ（スズキ・エブリイ）の生産を開始。
- 2007年 - パキスタンの二輪車製造販売子会社「スズキ・モーターサイクルズ・パキスタン」社を吸収合併[4]。
- 2018年8月 - 四輪車の累計生産台数200万台を突破[5]。
- 2019年 - スズキ・アルトのモデルチェンジ。日本の軽自動車の規格で生産開始[6]。
- 2020年3月 - 新型コロナウイルス感染症の拡大により生産工場の稼働停止[7]。
- 2023年1月 - 3週間にわたり四輪車の生産工場の稼働停止。パキスタン中央銀行が導入した輸入外為規制により部品の調達が困難になったため[8]。